# Вопкаръяха
Вопкаръяха (устар. Вопкар-Яха) — река в России, протекает по Надымскому району Ямало-Ненецкого АО. Устье реки находится в 3 км по левому берегу реки Саникуяха. Длина реки составляет 18 км. Вытекает из озера Вопкарто.

## Данные водного реестра
По данным государственного водного реестра России относится к Нижнеобскому бассейновому округу, водохозяйственный участок реки — Пур. Речной бассейн реки — Пур.
Код объекта в государственном водном реестре — 15040000112115300063009.